# Mimozotale javanica
Mimozotale javanica là một loài bọ cánh cứng trong họ Cerambycidae.